# Kuz'ma Minin
Kuz'ma Minin, nome completo Kuz'ma Minič Zachar'ev-Suchorukij (in russo: Кузьма Минич Захарьев Сухорукий; XVI secolo – 21 maggio 1616), è stato un mercante e militare russo di Nižnij Novgorod che, insieme al principe Dmitrij Požarskij, divenne un eroe nazionale per il suo ruolo nella difesa del paese durante la guerra polacco-moscovita all'inizio del XVII secolo.

## Biografia
Le informazioni sulle origini di Minin sono molto poche, anche se in base ad una leggenda locale era originario di Balachna. Fu un ricco macellaio e commerciante di Nižnij Novgorod, fino a quando nel 1611 il movimento patriottico della città non decise di organizzare una milizia popolare, incaricandolo di raccogliere i fondi necessari alla creazione del corpo di volontari. Ammirato e rispettato dalla gilda e dai concittadini, Minin divenne sempre più influente e, insieme al capo della milizia Dmitrij Požarskij, si distinse nelle battaglie che portarono alla vittoria contro le armate di Jan Karol Chodkiewicz ed alla liberazione di Mosca nell'ottobre 1612. Nel 1613, in seguito all'incoronazione dello zar Michele, fu nominato boiardo della Duma. Morì nel 1616, probabilmente nei pressi di Kazan', dove si trovava per contrastare la rivolta dei tartari e dei mari.

## La famiglia
Minin aveva un solo figlio, Nefёd. Dopo la morte dell'eroe, le proprietà assegnategli come premio, furono ereditate dal figlio e dalla moglie, Tatania Semёnovna. Un decreto imperiale, emesso il 5 luglio 1616, confermò il possesso da parte della famiglia di una tenuta nel distretto Bogorodskij, con annessi villaggi. Inoltre, Nefёd acquisì la proprietà degli edifici del Cremlino di Nižnij Novgorod, anche se visse quasi sempre a Mosca, dove lavorò come impiegato imperiale. Morì nel 1632 e i suoi possedimenti tornarono nella disponibilità della corona, prima di passare al principe Jacob Čerkasskij. La moglie di Kuz'ma Minin, Tatania Semёnovna, continuò a vivere a Nižnij Novgorod e, secondo la tradizione, in età avanzata divenne suora presso il Monastero della Resurrezione del Cremlino della città.

## La memoria

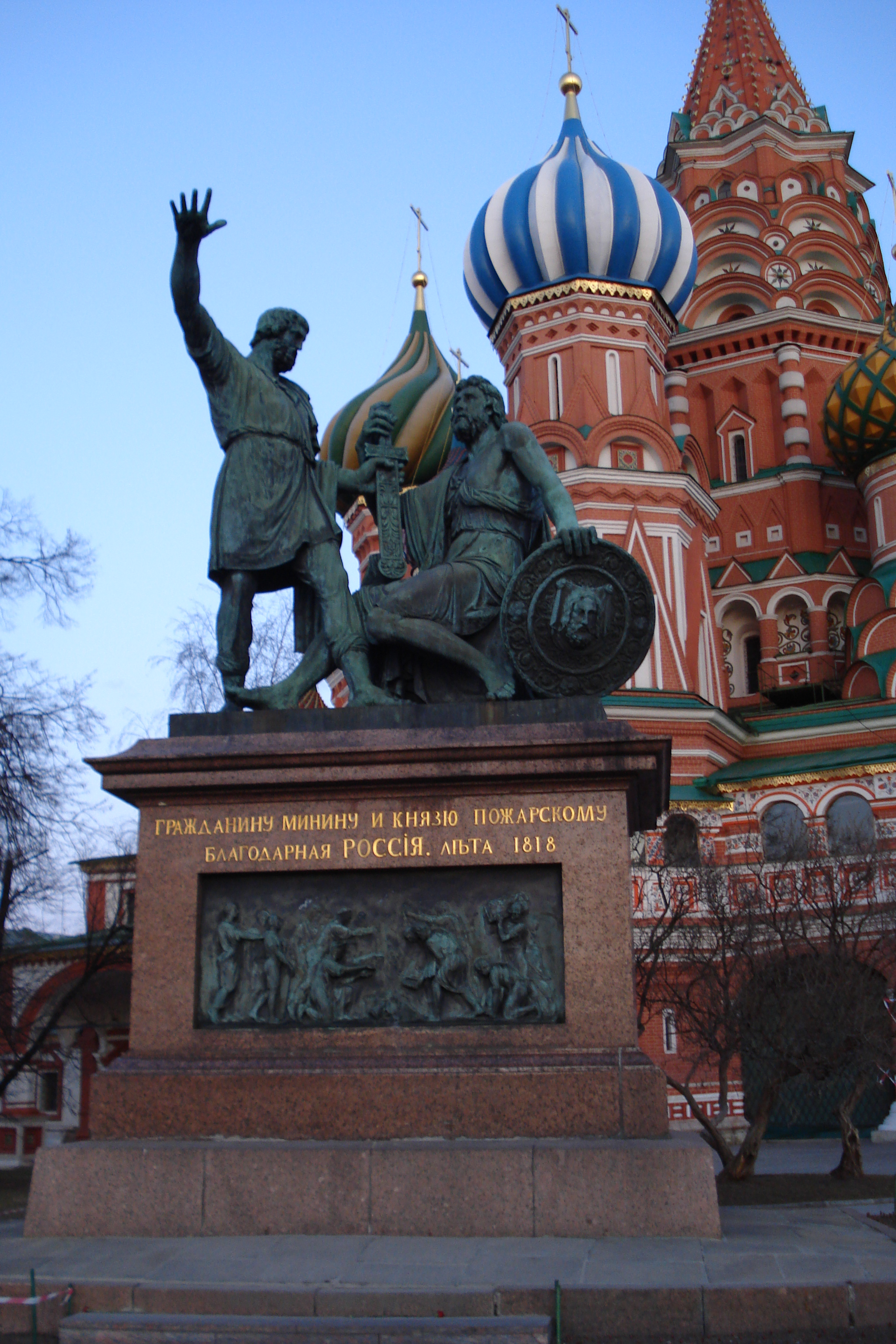
Monumento a Minin e Požarskij nella Piazza Rossa di Mosca. Sullo sfondo la cattedrale di San Basilio

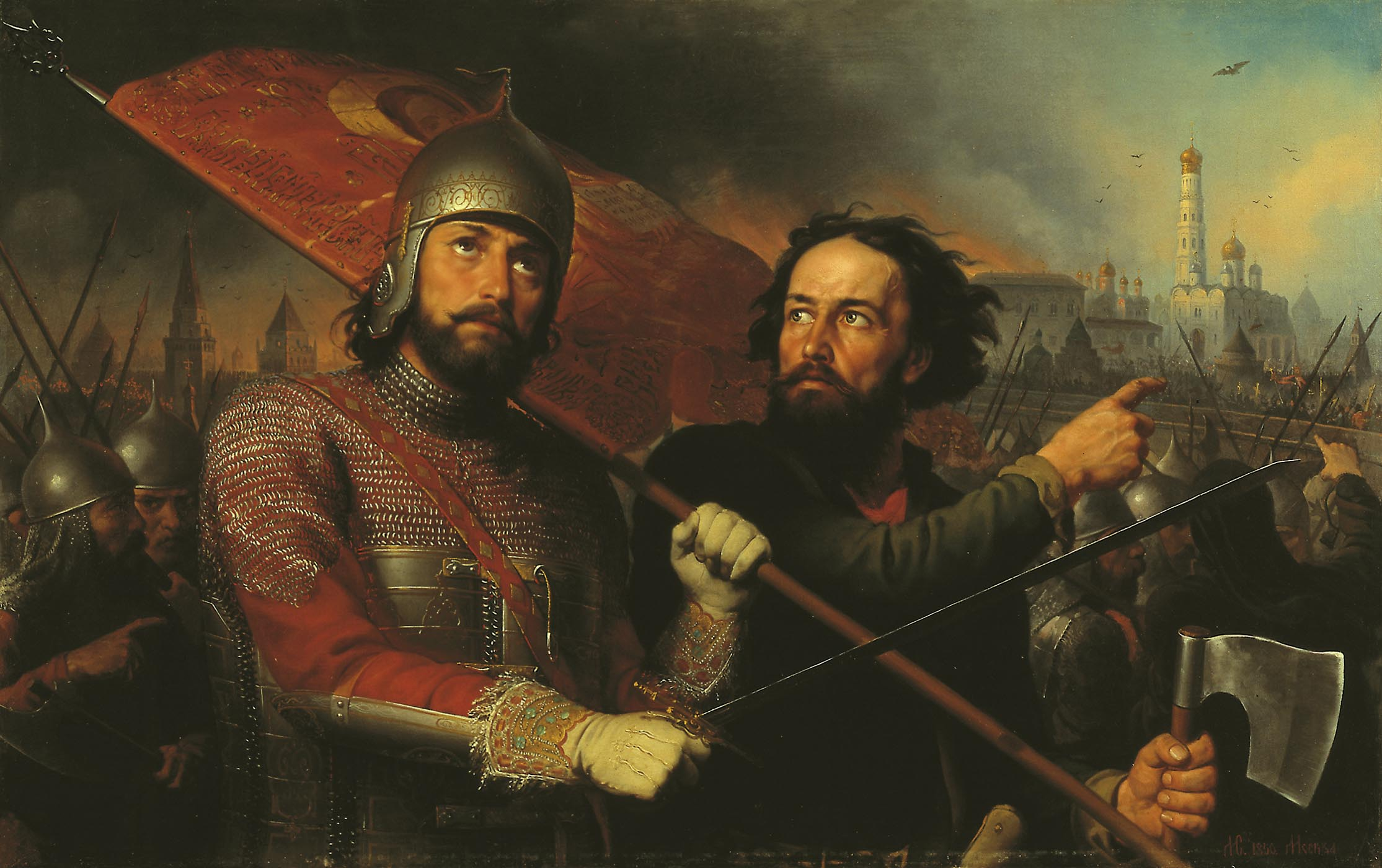
Kuz'ma Minin (a destra) e Dmitrij Požarskij in un dipinto del XIX secolo

Nel 1672 le spoglie mortali di Kuz'ma Minin furono traslate presso la Cattedrale della Trasfigurazione del Cremlino di Nižnij Novgorod. Nel 1930, dopo la distruzione della cattedrale da parte del governo sovietico, le ceneri furono spostate nella vicina Cattedrale dell'Arcangelo Michele, dove si trovano tuttora. La Piazza di Minin e Požarskij nel cuore di Nižnij Novgorod ospita una statua dell'eroe nazionale. La decisione di costruirla fu presa nel 1912, ma lo scoppio della prima guerra mondiale rallentò i lavori. Nel 1918 i bolscevichi decisero di distruggerla, tuttavia durante la seconda guerra mondiale, le autorità decisero di indire un concorso per la costruzione di una nuova statua. Infatti, la necessità di stimolare il patriottismo del popolo condusse il governo sovietico a recuperare i simboli dell'antica Russia. La statua, costruita in base al progetto dell'architetto Aleksandr Kolobov fu inaugurata il 7 novembre 1943. Nel 1985 il monumento, in stato di degrado, fu trasferito a Balachna e sostituito da una nuova statua dell'eroe, realizzata da Oleg Komov. Nelle vicinanze è presente anche l'Obelisco di Minin e Požarskij, una struttura in granito costruita sulla base di un progetto di Avraam Mel'nikov e ornata da bassorilievi di Ivan Martos. Quest'ultimo fu autore anche del Monumento a Minin e Požarskij della Piazza Rossa di Mosca.